# Ariyalur
Ariyalur là một thị xã panchayat của quận Ariyalur thuộc bang Tamil Nadu, Ấn Độ.

## Địa lý
Ariyalur có vị trí 11°08′B 79°05′Đ / 11,13°B 79,08°Đ Nó có độ cao trung bình là 76 mét (249 feet).

## Nhân khẩu
Theo điều tra dân số năm 2001 của Ấn Độ, Ariyalur có dân số 27.827 người. Phái nam chiếm 51% tổng số dân và phái nữ chiếm 49%. Ariyalur có tỷ lệ 73% biết đọc biết viết, cao hơn tỷ lệ trung bình toàn quốc là 59,5%: tỷ lệ cho phái nam là 79%, và tỷ lệ cho phái nữ là 66%. Tại Ariyalur, 12% dân số nhỏ hơn 6 tuổi.